# Uromyrtus
Uromyrtus es un género de aproximadamente 20 especies pertenecientes a la familia Myrtaceae. La más grande diversidad de especies se encuentran en Nueva Caledonia y también en Australia, Nueva Guinea y Malasia. Dos nuevas especies han sido descubiertas recientemente en Australia, U. lamingtonensis y U. tenellus. Especies de Uromyrtus de Nueva Caledonia están siendo revisadas. Las flores surgen axilares en las hojas mirando hacia abajo. A este respecto se asemeja al género tropical Ugni, pero la evidencia del ADN indica que no están relacionados. 
La especie U. australis está en peligro de desaparición y se localiza solo en una pequeña zona de Nueva Gales del Sur. Se la conoce como "mirto melocotón" por el color y forma de su fruta.

## Especies
- Uromyrtus artensis
- Uromyrtus australis
- Uromyrtus brasii
- Uromyrtus emarginata
- Uromyrtus metrosideros
- Uromyrtus rostrata
- Uromyrtus sunshinensis
- Uromyrtus tenella
- Uromyrtus thymifolia